# Kateřina Baďurová
Kateřina Baďurová (Ostrava, República Checa, 18 de diciembre de 1982) es una atleta checa, especialista en la prueba de salto con pértiga, con la que ha logrado ser subcampeona mundial en 2007.

## Carrera deportiva
En el Mundial de Osaka 2007 gana la medalla de plata en salto con pértiga, con un registro de 4.75 metros que fue el récord nacional checo, y quedando en el podio tras la rusa Yelena Isinbayeva y por delante de otra rusa Svetlana Feofanova.